# Ciglia (biologia)
In una cellula, le ciglia sono degli organelli corti (diametro 0,25 μm, lunghezza 5-10 μm) e sottili raggruppati che si estendono sulla superficie di molte cellule eucariotiche. Queste sono per lo più corte e numerose. 

## Classificazione
È possibile distinguere due principali categorie di ciglia: le ciglia primarie, singole e immobili, e le ciglia multiple, mobili. 
Le ciglia primarie, essendo immobili, hanno la funzione sensoriale di rilevare segnali chimici e fisici, mentre le ciglia multiple, grazie alla loro mobilità, sono destinate a generare movimento, pulsando analogamente ai flagelli.

## Struttura

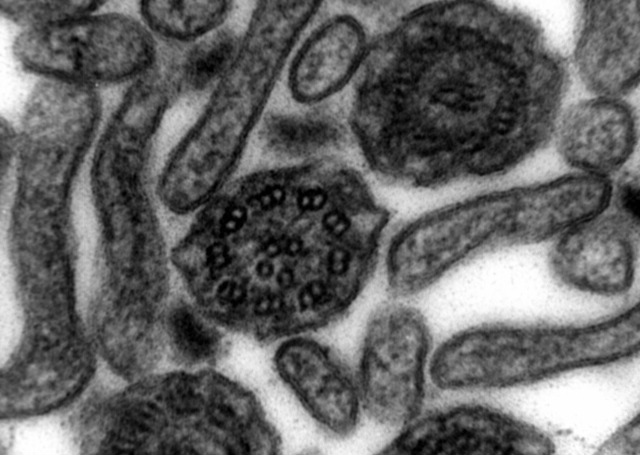
Sezione trasversa di due ciglia, che mostrano la tipica struttura "9+2"

Le ciglia sono assemblate attorno a un corpo basale subito sotto la superficie della cellula. Dalla porzione distale del corpo basale, detta zona di transizione, si protrude poi l'assonema costituito da microtubuli disposti a coppie. Fatta esclusione per la zona basale, l'intero ciglio è ricoperto dalla membrana plasmatica.

### Corpo basale
Il corpo basale deriva dal centriolo e presenta una struttura costituita da 9 triplette di microtubuli, formati da dimeri di tubulina (α e β tubulina), disposti circolarmente intorno a una coppia centrale. Da ciascuna tripletta del corpo basale, grazie all'apporto di dimeri di tubulina alla sua estremità distale, portato avanti dalle proteine motrici bidirezionali del complesso di trasporto interflagellare, due dei microtubuli si estendono per costituire l'assonema.

### Assonema

Struttura del ciglio mobile: 1. Assonema - 2. membrana plasmatica - 3. Trasporto interciliare - 4. Corpo basale - 5. Sezione trasversale dell'assonema - 6. Sezione trasversale del corpo basale

L'assonema è lo scheletro di microtubuli del ciglio. Nelle ciglia mobili questa struttura è caratterizzata da 9 coppie di microtubuli disposti ad anello intorno a una coppia centrale, si dice dunque che ha una struttura di tipo "9+2". Ogni coppia di microtubuli dell'anello è costituita da una subfribra A completa (di 13 protofilamenti) e una subfibra B incompleta (di 10-11 protofilamenti), collegate insieme dalla proteina nexina. Dalla subfribra A (completa) partono due file (a forma di braccio) di dineina, una proteina sensibile all'ATP che causa il movimento del ciglio. Dall'anello partono delle strutture orientate radialmente che vanno a collegarsi alla guaina che circonda la coppia centrale di microtubuli completi. L'assonema delle ciglia mobili è quasi del tutto paragonabile a quello del flagello.
Nelle ciglia primarie (immobili) si parla di struttura "9+0" perché priva della coppia centrale di microtubuli e delle dinenie.
All'interno dell'assonema il sistema di trasporto interflagellare (o interciliare) permette il trasporto di varie sostanze, tra cui i dimeri di tubulina.

## Ciglia primarie
Le ciglia primarie sono strutture non mobili presenti in quasi tutte le cellule dell'organismo. Si costituiscono durante l'interfase dal centriolo madre, che funge così da centro di nucleazione e da corpo basale, e hanno la funzione di rilevare segnali provenienti dall'ambiente esterno, fungendo così da meccanosensori, osmosensori o chemosensori. Per alcune cellule costituiscono una specializzazione di membrana fondamentale, in particolare per quanto riguarda i neuroni del nervo olfattivo, i coni e i bastoncelli.

## Ciglia mobili
Queste strutture mobili specializzate esercitano un movimento a frusta determinato dalla curvatura dell'assonema (ciò è reso possibile dalla presenza della dineina, un motore proteico). Hanno un diametro di circa 0,25 µm e una lunghezza di 7-10 µm.
Le ciglia vibratili caratterizzano la superficie apicale delle cellule epiteliali che tappezzano le vie respiratorie e le vie genitali femminili: nel primo caso esse sono incaricate di spingere continuamente verso l'esterno lo strato di muco che ricopre l'epitelio e che contiene eventuali particelle solide, penetrate accidentalmente con l'aria inspirata; nel secondo caso le ciglia vibratili con il loro movimento facilitano la progressione della cellula uovo dalla tuba verso l'utero.
Tali strutture sono presenti anche in alcuni protozoi dove con il loro battito sincrono permettono la mobilità e il convogliamento di particelle alimentari verso l'apparato buccale.

## Ciglia nodali
Si trovano nel disco embrionale bilaminare a livello del nodo primitivo e sono caratterizzate da un movimento rotatorio (e non a frusta) che causa la distribuzione asimmetrica delle sostanze nell'embrione.